# Drago Carl Herenda
Drago Carl Herenda  (Delnice, 1942.), hrvatski doktor veterinarskih znanosti.

## Profesionalna karijera
U Delnicama, 1961. godine maturira gimnaziju, a veterinarsku medicinu diplomirao je u Zagrebu 1966. g. i postigao zvanje doktora veterinarskih znanosti. Početkom godine 1969. iselio se u Kanadu. Položivši ispit Kanadskog veterinarskog društva u Ottawi, već u svibnju iste godine postaje njegovim članom. Rad u struci započinje u Alberti, a krajem iste godine zapošljava se pri Kanadskom ministarstvu poljoprivrede. Njegov profesionalni rast odvija se u tri smjera: s jedne strane napreduje u struci, istodobno usavršavajući svoja upravljačka znanja i vještine, te se bavi pedagoškim radom. Godine 1976. sudjeluje na veterinarskom simpoziju “Higijena mesa” u Ottawi, 1986. upisuje poslijediplomski studij s područja Veterinarske patologije i imunologije pri Veterinarskom Fakultetu u Guelphu. Na konferenciji “Bolesti životinja“ 1987. g. imao je zapaženo znanstveno izlaganje ”Klaonički pregled organa za reprodukciju kod tovljenih junica”, a 1989. prisustvuje “C.L. Davis Pathology Seminaru”, Bethesda, Maryland.
Već 1978. g., otpočinje razvijati svoje upravljačke sposobnosti i vještine. Najprije kroz seminar “Djelatnost službenika Kanadske Vlade”, zatim 1982. g. tečaj “Veterinarski rukovodioci”. 1983. g. položio je tečaj za “Usavršavanje veterinara”, 1993. g. završava “Seminar za instruktora” u Guelphu.
Godine 1997. zapošljava se u Kanadskoj agenciji za inspekciju hrane. Osim što radi na pregledu stoke, mesa i mesnih proizvoda, provodi instruktažu veterinara i tehničkog osoblja, 2000. godine završava niz seminara o “Analizi kemijskih, bioloških i fizičkih rizika i kritičnih kontrolnih točaka” u proizvodnji i preradi mesa. Godine 2003. za potrebe svoga pedagoškog rada osmislio je i izradio devet CD-ROM-ova, neophodnih pri poučavanju i instruktaži studenata i kolega veterinara zaposlenih u Kanadskoj agenciji za inspekciju mesa.
Za svoj rad i djelovanje primio je niz priznanja, nagrada i odlikovanja, među kojima se ističe 1994. godine Nagrada Kanadskog ministarstva poljoprivrede iz St. Catharinesa, za iznimno postignuće i autorstvo pisanih djela priznatih i značajnih i u državnim i u međunarodnim stručnim krugovima; a 1995. g. Odlikovanje za izvanredni doprinos i zalaganje u području inspekcije mesa, što mu ju je uručio izaslanik Kanadskog ministra poljoprivrede, gospodin Ray Protti.

## Djela
Dr. Herenda objavio je niz publikacija knjiga i znanstvenih članaka, te producirao niz CD ROM-ova. Prema stručnoj ocjeni, među knjigama se ističu: “Patologija domaćih životinja za ishranu i higijena mesa” u suradnji s D. A. Francom (Mosby Year Book Publishers, St. Lois, 1991. g.); “Priručnik inspekcije mesa za zemlje u razvoju” (FAO, 1994. g.); “Bolesti peradi i higijena mesa”, u suradnji s D. A. Francom (Iowa State University Press, Ames, Iowa, 1996. g.). Često je citiran zbog svojih znanstvenih i stručnih članaka u uglednom strukovnom časopisu Canadian Veterinary Journal: “Klaonički pregled abnormalnosti organa za reprodukciju kod tovljenih junica“ (1987. g.); “Abnormalne promjene u strukturi limforetikularnih organa kod tovljenih goveda u jednoj ontarijskoj klaonici” (1988. g.); “Raširena hiperplastična guša kod dviju velikih grupa junadi” (1989.); “Klaonički pregled abnormalnih promjena u strukturi mokraćnih mjehura” (1990. g.); kao i “Klaonički pregled zaplijene mesa kod standarne, vegetativne i peradi na slobodnoj ispaši” (1994. g.). Producirao je devet CD-ROM-ova, i.o. i “Patologija goveda i higijena mesa" (s 1300 dokumentarnih fotografija i ilustracija u boji); “Patologija ovaca i higijena mesa” (345 dokumentarnih fotografija i ilustracija u boji); “Patologija svinja i higijena mesa” (s 350 dokumentarnih fotografija i ilustracija u boji); “Patologija peradi i higijena mesa” (sa 660 dokumentarnih fotografija i ilustracija u boji); “Patologija konja i kunića i higijena mesa” (s 200 dokumentarnih fotografija i ilustracija u boji); zatim “Anatomija i embriologija domaćih životinja” (s 320 dokumentarnih fotografija i ilustracija u boji); “Farme stoke, inspekcijska kontrola i klaonička obrada domaćih životinja” (na 345 dokumentarnih fotografija i ilustracija u boji); “Klasifikacija i gradacija goveda“ (prikazana na 390 dokumentarnih fotografija i ilustracija u boji); te “Atlas patologije i anatomije organa za reprodukciju domaćih životinja” (na 360 dokumentarnih fotografija i ilustracija u boji).
Doktor Herenda živi i radi u Torontu, u Kanadi.